# Моят живот сред момчета
„Моят живот сред момчета“ (на английски: Life with Boys) е канадски тийн ситком, в който се излъчва във Канада по YTV от 9 септември 2011 г. до 27 август 2013 г. Във сериала участват Тори Уебстър, Мадисън Петис, Нейтън Макелод, Майкъл Мърфи, Джейк Гудмън и Санди Джобин-Беванс. Сериалът е създаден от Майкъл Пойрес, който също е ко-създател на „Хана Монтана“ и „Това е така Рейвън“.
Сериалът е подновен за втори сезон. Снимките започват на 4 септември 2012 г. в Торонто, Онтарио. На 6 февруари 2013 г. е излъчен и по американския канал TeenNick.

## Актьорски състав
- Тори Уебстър – Тес Фостър
- Мадисън Петис – Али Брукс
- Нейтън Макелод – Гейбриъл Фостър
- Майкъл Мърфи – Самюъл Джоузеф „Сам“ Фостър
- Джейк Гудмън – Спенсър Фостър
- Санди Джобин-Беванс – Джак Дейвид Фостър
- Джон-Алън Слахта – Боби Парели
- Франческа Мартин – Кейли
- Медисън Скот – Клоуи
- Ан Ликингс – Джесика-Джоунс Фостър

## В България
В България сериалът е излъчен през 2013 г. по Nickelodeon.
Нахсинхронен дублаж
| Роля          | Изпълнител                                                                                   |
| ------------- | -------------------------------------------------------------------------------------------- |
| Боби Парели   | Петър Бонев                                                                                  |
| Други гласове | Елена Пеева Поля Цветкова-Георгиу Ралица Стоянова Тодор Кайков Владимир Зомбори Камен Асенов |

| Обработка              | Александра Аудио |
| ---------------------- | ---------------- |
| Изпълнителен продуцент | Васил Новаков    |
| Преводач               | Стоянка Димова   |
| Тонрежисьор            | Пламен Пенев     |
| Режисьор на дублажа    | Георги Стоянов   |